# Euxootera dinshoensis
Euxootera dinshoensis là một loài bướm đêm trong họ Noctuidae.